# AN/APG-63

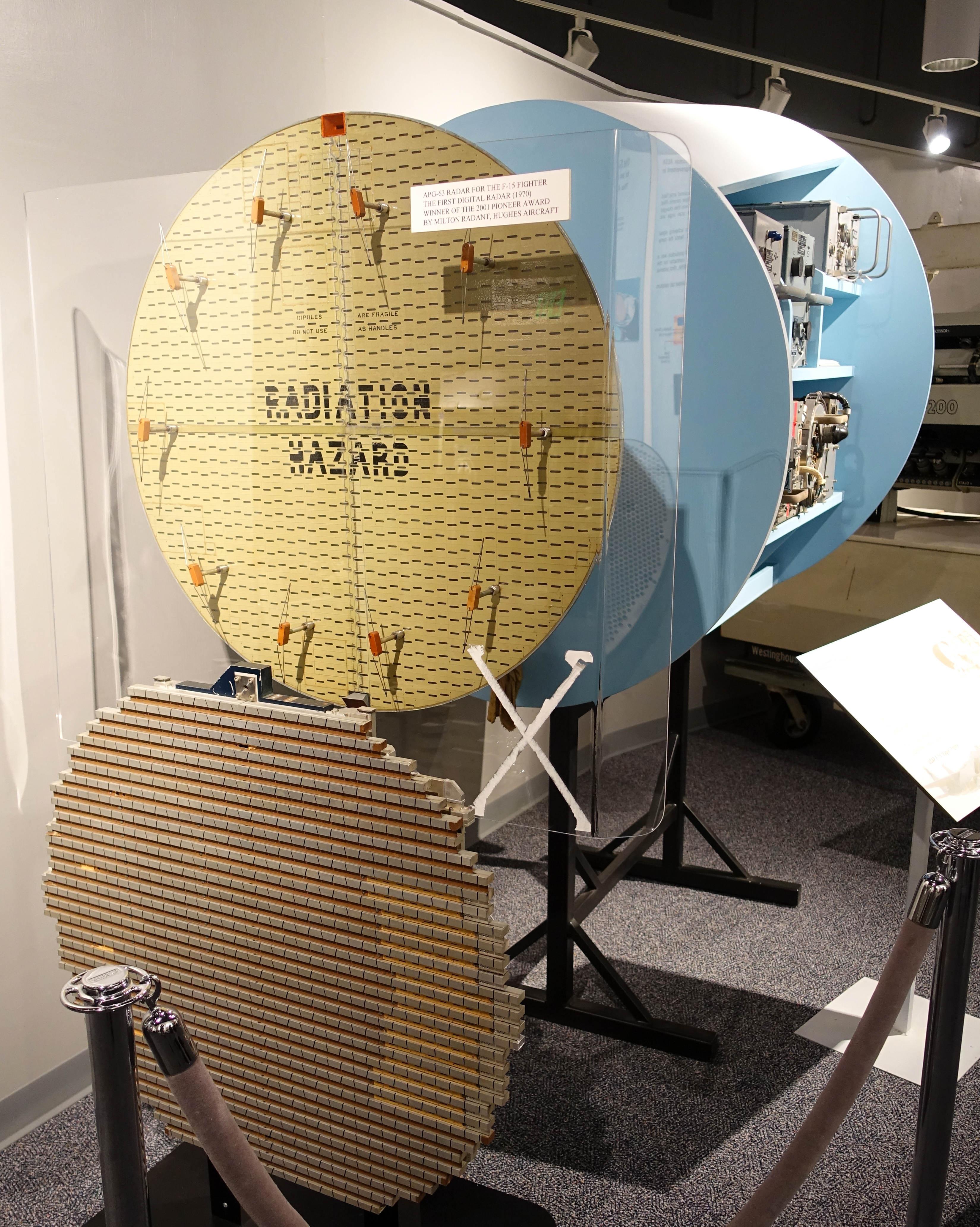
Ein APG-63 in einem Museum

Das AN/APG-63 (JETDS-Bezeichnung) ist ein allwetterfähiges, luftgestütztes Radar, welches von Hughes Aircraft (jetzt Raytheon) entworfen wurde. Es ist das Bordradar der F-15 Eagle und wird daher auch „Eyes of the Eagle“ (dt. Augen des Adlers) genannt.
Das Radar arbeitet im X-Band und gehört zur Gruppe der Doppler-Impuls-Radare und ist sowohl für Luft- als auch Bodenziele geeignet. Dadurch kann es auch kleine und schnell fliegende Ziele in allen Höhenbereichen erfassen und verfolgen.

## Varianten

### AN/APG-63
Als die ursprüngliche Version 1973 in Dienst gestellt wurde, bot es für damalige Verhältnisse einen hohen Grad an Automatisierung verschiedener Abläufe und entlastete so den Piloten. Die Reichweite beträgt ca. 160 km. Im Jahre 1979 wurde das Radar mit einem PSP („Programmable Signal Processor“ dt. programmierbarer Signalprozessor) ausgestattet, was eine Neuprogrammierung des Systems ermöglichte, ohne dass die Hardware ausgetauscht werden musste.
Die Produktion der ursprünglichen Version wurde 1986 eingestellt. Bis zu diesem Zeitpunkt wurden ca. 1.000 Radare ausgeliefert, welche sich teilweise noch im Dienst befinden.

### AN/APG-70
Das APG-70 ist eine Neukonstruktion der APG-63-Variante um die Wartung zu vereinfachen und die Zuverlässigkeit zu erhöhen. Des Weiteren wurden neue Radarmodi hinzugefügt. Um die Kosten zu reduzieren, wurde ebenfalls auf Teile des AN/APG-73 (Radar der F/A-18 Hornet) zurückgegriffen. Eine besondere Eigenschaft dieses Radars ist der sogenannte LPI-Modus. Dies bedeutet so viel wie „geringe Entdeckungswahrscheinlichkeit“ und bezeichnet einen Betriebsmodus in dem Techniken angewandt werden, um die Erfassung durch feindliche Radarwarnanlagen (RWR) zu verhindern. Dies wird unter anderem durch die gezielte Regelung der Sendeleistung und -länge sowie durch schnellen Frequenzwechsel erreicht. Neu eingeführt wurde auch ein NCTI-Modus zur Identifizierung von Luftzielen. Das Computersystem wurde umfassend modernisiert, wobei der damals (1980) neue MIL-STD-1750A-Prozessor über zehnmal so viel Speicher und über fünfmal so viel Rechenkapazität (40 Millionen komplexe Operationen pro Sekunde) verfügt. Im Ground mapping-Betriebsmodus erreicht das Radar in einer Distanz von 35 km eine Auflösung von 2,6 m. Das APG-70 wurde auf allen F-15 C/D/E eingebaut, ist aber inzwischen teilweise durch das APG-63(V)1 ersetzt worden.
Technische Daten:
- Volumen: 0,25 m³
- Gewicht: 251 kg
- MTBF: 80 Stunden
- Frequenzbereich: 8–12 GHz
- Reichweite:
  - Luftziele: 185 km
  - Automatische Zielerfassung: 0,015–18,5 km
  - SAR: > 92 km
- SAR-Auflösung bei 21,4 km: 2,6 m

### AN/APG-63(V)1
Diese Variante stellt eine erhebliche Weiterentwicklung des APG-63-Designs dar. Das Upgrade umfasst u. a. neue Transmitter, Prozessoren und Signalwandler. Die Zuverlässigkeit und Wartungsfreundlichkeit wurde weiter verbessert. Ebenfalls wurden Vorkehrungen getroffen, um weitere Upgrades zu ermöglichen und zu vereinfachen. Im März 2001 wurde das erste Radar ausgeliefert, inzwischen sind alle geplanten 168 Maschinen mit dem System ausgerüstet.

### AN/APG-63(V)2
Das APG-63(V)2 umfasst ebenfalls signifikante Verbesserungen. Kern dieses Upgrades ist die Umstellung auf die AESA-Technologie, welche die Leistungsfähigkeit des Radars erheblich steigert (Näheres im entsprechenden Artikel). Durch dieses Upgrade kann die F-15 nun die AIM-120 AMRAAM-Rakete mit maximaler Effizienz einsetzen. Die ersten Systeme wurden im Dezember 2000 an die Air Force ausgeliefert. Die Reichweite für ein Ziel mit einem RCS von 1 m² beträgt ca. 145 km.

### AN/APG-63(V)3

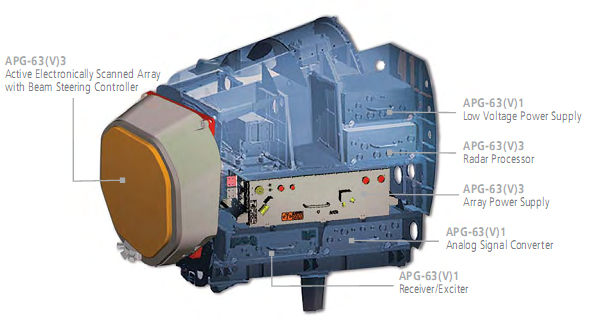
Aufriss des AN/APG-63(V)3 Radarsystems

Diese Variante stellt die aktuell letzte Entwicklungsstufe der APG-63-Familie dar. Während das APG-63(V)2 außer der neuen AESA-Antenne (Durchmesser: 0,9 m) vollständig auf die Komponenten der (V)1-Variante baut, wurden bei der (V)3-Variante ein neues Modul zur Stromversorgung integriert, welches auch das Gesamtgewicht der Anlage reduziert. Zukünftig sollen auch Baugruppen aus dem AN/APG-79, dem Bordradar der F/A-18E/F Super Hornet, übernommen werden. Der gesamte Komplex wiegt im Vergleich zur (V)1-Variante 400 kg weniger und ist um 500 % zuverlässiger. Neben der F-15C/D wird auch die F-15SG für Singapur mit diesem Radar ausgerüstet. Der erste Prototyp wurde im Juni 2006 von Raytheon ausgeliefert. Im August 2008 waren 23 von 55 F-15C/D mit dem Radar ausgerüstet, wobei die Stückkosten sich auf ca. 9 Millionen US-$ belaufen.

### AN/APG-63(V)4
Ursprüngliche Bezeichnung für das AN/APG-82, welches im Rahmen des „Radar Modernization Program“ für die F-15E ausgewählt worden ist. Es sollen alle amerikanischen Strike Eagles mit diesem Radar ausgerüstet werden, wobei Boeing 2009 zunächst nur den Auftrag für 179 von 223 Maschinen erhielt. Das AN/APG-82 soll auch in der F-15SE Silent Eagle eingebaut werden.

### AN/APQ-180
Bei dieser Variante handelt es sich um eine spezialisierte Variante des APG-70-Radars, welches in die AC-130U Spooky II eingebaut wurde. Hierbei wurde die Antenne selbst modifiziert und es wurden erweiterte Modi zur Bekämpfung von Bodenzielen integriert.